# Conséquences de la Shoah

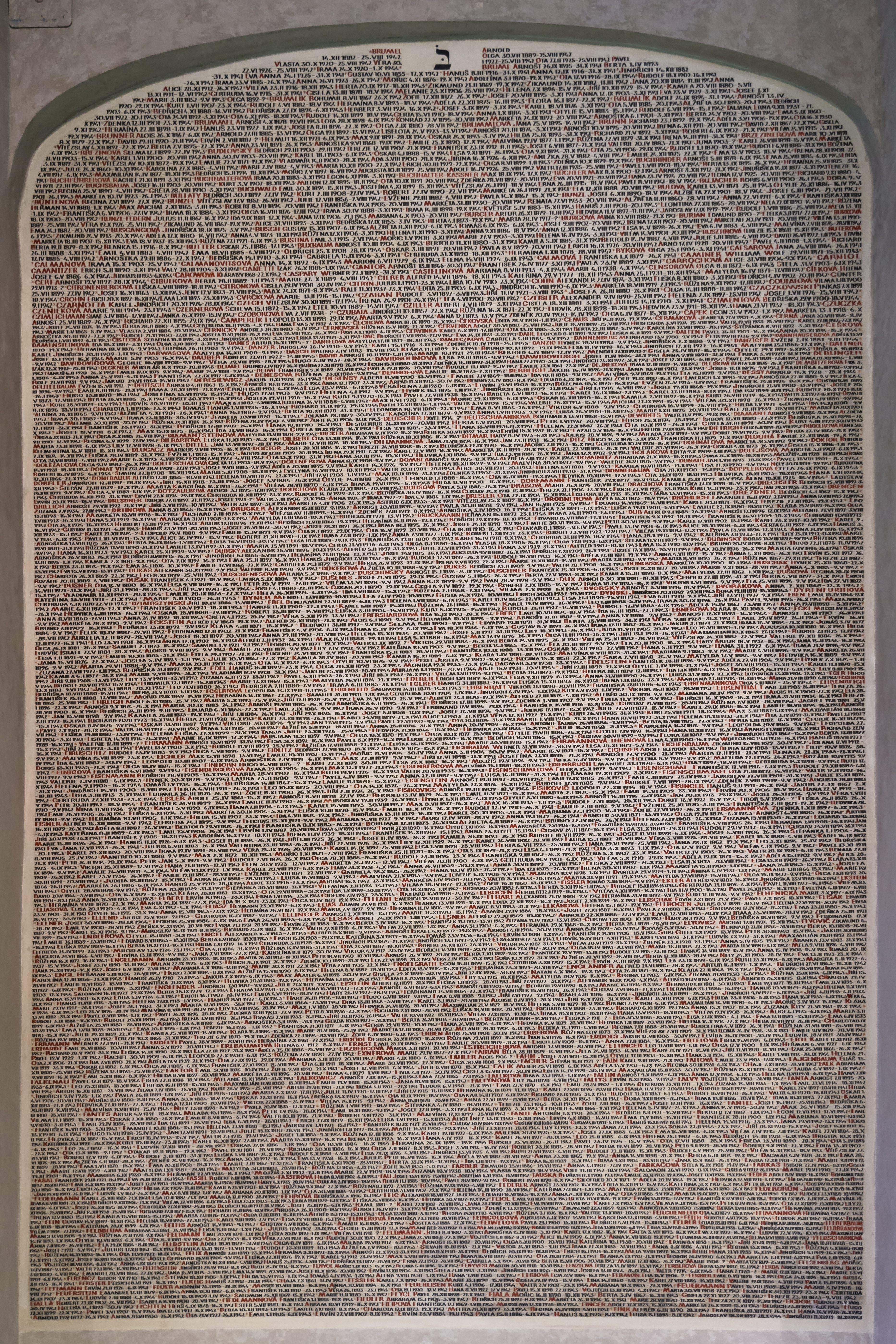
Liste des noms de 77297 victimes de la Shoah en Bohême-Moravie sur le mur de la synagogue Pinkas à Prague, Brumel–Fink (2017).

La Shoah a provoqué des évolutions profondes sur la société, tant en Europe que dans le reste du monde. Ses conséquences demeurent perceptibles par les enfants et les adultes dont les ancêtres sont des victimes de ce génocide.

## Accès aux archives en Allemagne
Face à l'immensité des preuves et à l'horreur de la Shoah, une forte proportion de la société allemande a réagi en adoptant une attitude d'auto-justification et de profil bas. Dans les années qui suivent la guerre, des Allemands ont tenté de récrire leur propre histoire pour la rendre plus acceptable. Pendant des décennies, l'Allemagne de l'Ouest, puis l'Allemagne réunifiée, a refusé l'accès à ses archives relatives à la Shoah rassemblées à Bad Arolsen en avançant des inquiétudes sur la vie privée. Après vingt années d'efforts par l'United States Holocaust Memorial Museum, en mai 2006 il est annoncé que 30 à 50 millions de pages deviendraient consultables pour les survivants, les historiens et d'autres personnes.

## Survivants

### Personnes déplacées et État d'Israël

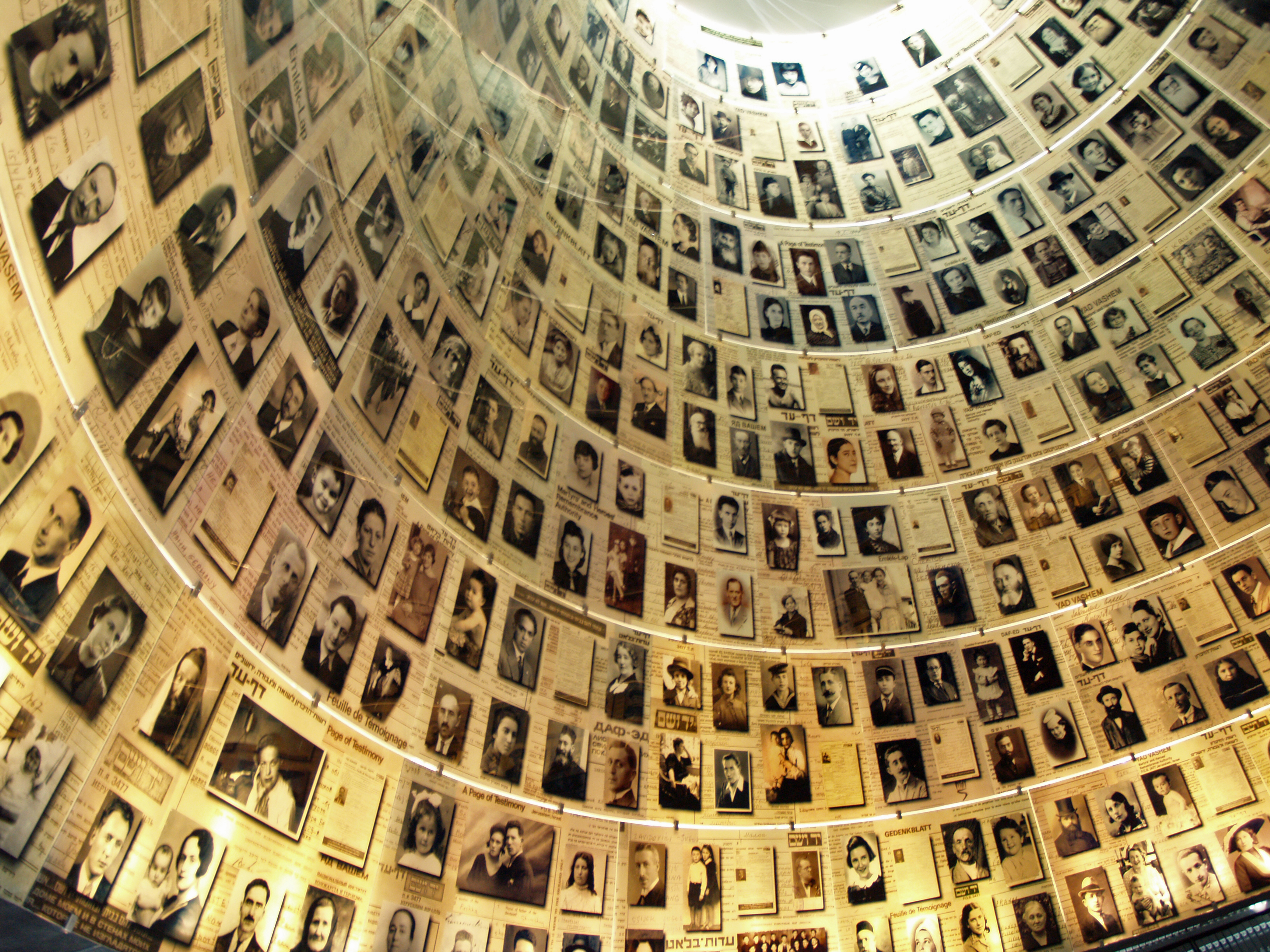
La Salle des noms à Yad Vashem affiche des témoignages en mémoire des millions de Juifs assassinés pendant la Shoah.

La Shoah laisse des millions de réfugiés, dont de nombreux Juifs qui ont perdu la totalité ou la plupart de leurs proches et de leurs possessions et qui souvent subissent un antisémitisme persistant dans leurs pays d'origine. À l'origine, les Alliés prévoient de rapatrier ces « personnes déplacées » dans leurs patries d'origine mais beaucoup de personnes refusent de rentrer ou ne peuvent plus le faire, car leurs habitations et leurs communautés sont détruites. Par conséquent, plus de 250 000 personnes dépérissent dans les camps de personnes déplacées pendant des années après la fin de la guerre. De nombreux camps tenus par les États-Unis présentaient des conditions de vie effroyables ; les réfugiés y vivaient sous une garde armée permanente, comme l'a révélé le rapport Harrison,,.
Comme la plupart des personnes déplacées ne peuvent ou ne veulent pas rentrer dans leurs patries en Europe, et compte tenu des restrictions pesant encore sur l'immigration dans de nombreux pays occidentaux, la Palestine mandataire est devenue la principale destination des nombreux réfugiés juifs. Toutefois, face à l'opposition des arabes locaux, le Royaume-Uni interdit l'entrée des réfugiés juifs sur le territoire de Palestine. Les pays du bloc de l'Est instaurent des obstacles à l'émigration. D'anciens résistants juifs en Europe, en coopération avec la Haganah, organise des efforts massifs pour faire entrer illégalement des Juifs en Palestine : ces opérations, appelées Berih'ah, permettent de transporter 250 000 Juifs (tant les personnes déplacées que celles qui étaient cachées pendant la guerre) vers la Palestine mandataire. En 1948, après la déclaration d'indépendance de l'État d'Israël, les Juifs peuvent migrer légalement et sans restriction en Israël. En 1952, année de la fermeture des camps de personnes déplacées, plus de 80 000 personnes juives ayant vécu dans ces camps se sont installées aux États-Unis ; environ 136 000 en Israël et 1 000 autres dans des pays tiers, y compris le Mexique, le Japon, et des États d'Afrique et d'Amérique latine.

### Résurgences d'antisémitisme
Les rares Juifs survivants en Pologne voient leurs effectifs augmenter avec le retour des émigrés depuis l'Union soviétique et des rescapés des camps de concentration en Allemagne. Toutefois, des résurgences d'antisémitisme en Pologne, comme le Pogrom de Cracovie le 11 août 1945 et celui de Kielce le 4 juillet 1946 provoquent l'exode d'une part importante de la communauté juive, qui ne se sent plus en sécurité dans le pays. Des émeutes antisémites éclatent dans d'autres villes polonaises causent de nombreux morts parmi les Juifs.
Ces atrocités se nourrissent en partie d'une croyance répandue dans la population polonaise, celle du Żydokomuna (judéo-communisme, déclinaison locale du judéo-bolchevisme) qui rejette les Juifs au prétexte qu'ils soutiennent le communisme. L'accusation de Żydokomuna fait partie des causes qui sous-tendent une intensification d'antisémitisme en Pologne dans les années 1945-1948, dont certains estiment qu'il était encore pire que dans les années 1939 ; des centaines de Juifs sont assassinés lors de violences antisémites. Certains sont tués simplement parce qu'ils tentent de recouvrer leurs biens. En conséquence de cet exode, le nombre de Juifs, qui dans les années d'après-guerre s'élève à 200 000 personnes s'est réduit à 50 000 en 1950 et 6 000 dans les années 1980.
Des pogroms de moindre envergure ont aussi éclaté après-guerre en Hongrie.

### Sort des survivants en Israël
En mai 2016, Haaretz rapporte que 45 000 survivants de la Shoah vivent sous le seuil de pauvreté en Israël et qu'ils ont besoin d'une assistance plus solide. De telles situations conduisent à des manifestations vigoureuses et spectaculaires de la part de certains survivants contre le gouvernement israélien (en) et des organismes qui en dépendent. Le taux moyen de cancer chez les survivants est près de deux fois et demie plus élevé que la moyenne nationale ; la fréquence du cancer du colon, imputé aux expériences de famine et de stress extrême chez les victimes, est neuf fois plus élevée. En 2016, la communauté des survivants établis en Israël ne représentait plus que 189 000 personnes,,.

### Recherche d'archives sur les victimes
Il y a un regain d'intérêt chez les descendants des survivants pour enquêter sur le sort de leur famille. Yad Vashem propose une base de données consultables comportant trois millions de noms, dont la moitié sont des victimes juives recensées. Cette base de données est accessible en ligne ou en personne. Il existe d'autres bases de données et listes recensant les noms des victimes.

## Effets sur la culture

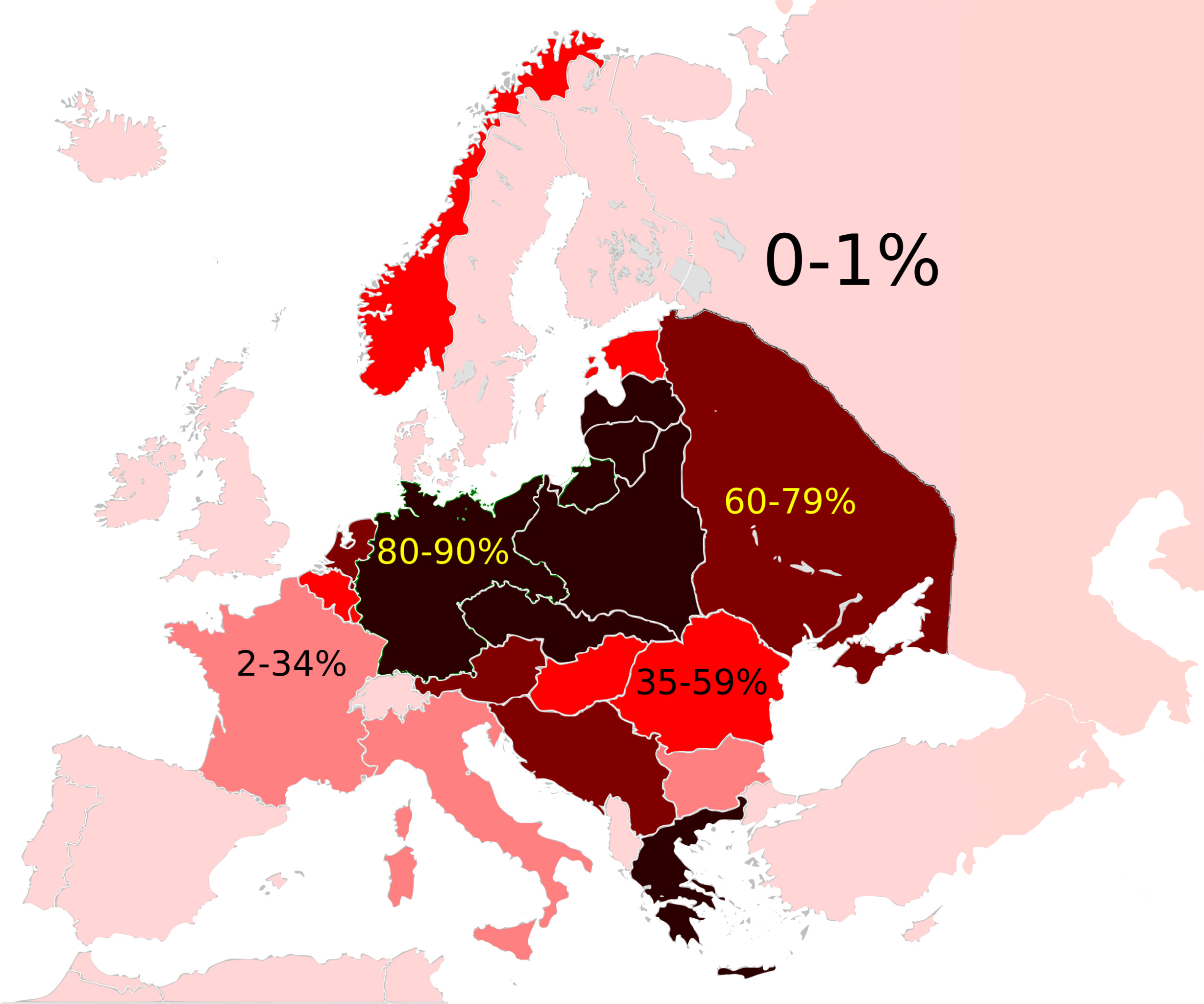
Taux de mortalité de la population juive par pays.

### Répercussions sur la langue et la culture yiddish
Dans les décennies qui précèdent la Seconde Guerre mondiale, il existait un immense mouvement de reconnaissance du yiddish en tant que langue européenne juive officielle et on assistait même à une « renaissance yiddish (en) », surtout en Pologne. À la veille de la guerre, le yiddish comptait entre onze et treize millions de locuteurs dans le monde. La Shoah a détruit le berceau Est-européen du yiddish, même si la langue connaissait une érosion. Dans les années 1920 et 1930, le grand public soviétique juif rejette l'autonomie culturelle que lui offre le gouvernement et préfère la russification : si 70,4 % des Juifs soviétiques déclarent en 1926 que leur langue maternelle est le yiddish, ils ne sont plus que 39,7 % en 1939. Même en Pologne, où des discriminations féroces faisaient des Juifs un groupe ethnique d'une grande cohésion, le yiddish connaissait un déclin rapide en faveur de la polonisation. En 1931, 80 % de la population juive totale se déclare de langue maternelle yiddish, mais ce taux chute chez les lycéens et atteint 53 % en 1937. Aux États-Unis, la préservation de la langue ne constituait qu'un phénomène unigénérationnel : les enfants des immigrants abandonnaient vite la langue de leurs parents au profil de l'anglais.
À partir de l'invasion de la Pologne par les nazis en 1939, et tout au long de la guerre avec la destruction continue de la culture yiddish en Europe, cette langue et cette culture sont pratiquement éradiqués d'Europe. La Shoah a provoqué un déclin catastrophique du yiddish : en effet, les vastes communautés juives, tant séculaires que religieuses, qui utilisaient le yiddish au quotidien sont victimes d'extermination. Près de cinq millions de victimes de la Shoah, soit 85 % du total, étaient locutrices du yiddish.

### Théologie après la Shoah
La théologie après la Shoah est la somme des débats théologiques et philosophiques sur le rôle de Dieu dans les religions abrahamiques (en) dans l'univers à la lumière de la Shoah perpétrée entre la fin des années 1938 et le milieu des années 1940. Cette question est principalement examinée par le judaïsme car les Juifs ont subi de plein fouet la Shoah, qui a entraîné le génocide de six millions d'entre eux aux mains du Troisième Reich et de ses alliés,. L'assassinat des Juifs représente une portion plus élevée que d'autres groupes cibles ; certains experts circonscrivent la portée de la Shoah en la réservant aux seules victimes juives des nazis, seules concernées par la « solution finale ». D'autres experts élargissent sa portée aux cinq millions de victimes non juives, portant le total à 11 millions. La Shoah a provoqué la mort d'un tiers de la population juive mondiale ; les communautés juives d'Europe de l'Est sont les plus touchées, car elles ont perdu 90 % de leurs membres.
Les Juifs orthodoxes estiment que la survenue de la Shoah ne diminue pas leur foi en Dieu. Selon cet avis, une créature ne pourra jamais entièrement comprendre son créateur, de la même manière qu'un enfant dans un bloc chirurgical ne peut comprendre pourquoi des gens découpent le corps d'une personne en vie. Comme le Rebbe Loubavitch l'a déclaré à Elie Wiesel, après avoir été témoin de la Shoah et après avoir compris à quelles bassesses les humains peuvent se réduire, à qui peut-on faire confiance, sinon à Dieu ?

### Art et littérature
Theodor Adorno écrit : « écrire des vers après Auschwitz est une barbarie » et que la Shoah produit un effet profond sur les arts et la littérature, tant pour les Juifs que pour les non-Juifs. Certaines des œuvres les plus célèbres sur le sujet émanent de survivants et de victimes de la Shoah, comme Elie Wiesel, Primo Levi, Viktor Frankl et Anne Frank, mais il existe de nombreuses œuvres dans une grande diversité de langues. D'ailleurs, Paul Celan a composé le poème Todesfuge en réponse à l'avis d'Adorno.
La Shoah est le thème de nombreux films, dont certains ont remporté des récompenses, comme La Liste de Schindler, Le Pianiste et La vie est belle. Compte tenu du vieillissement de la population des survivants de la Shoah, ces dernières années ont vu une attention croissante pour préserver la mémoire de la Shoah en recueillant les récits des rescapés, notamment dans les institutions vouées à la mémoire et à l'étude de la Shoah, comme  Yad Vashem en Israël et l'United States Holocaust Memorial Museum.

### Propriété d'œuvres d'art européennes avant 1945
La Shoah a produit des conséquences désastreuses sur les œuvres qui existaient à l'époque. De 1933 à 1945, les nazis ont pillé quelque 600 000 œuvres pour un montant équivalent à 2,5 milliards de dollars (soit 20,5 milliards selon la valeur de 2003) présentes dans des musées et des collections privées issues de toute l'Europe. Les œuvres d'art appartenant à des Juifs étaient ciblées en priorité dans la politique de confiscation. Comme l'a exprimé l'héritier d'un survivant de la Shoah : « Vous m'avez demandé : ont-ils tué ? Oui. Ils tuaient pour acquérir des œuvres, si elles leur plaisaient. Donc tuer des Juifs et confisquer des œuvres allait de pair »". Il en découle que les œuvres dont l'existence précède l'année 1945 peuvent poser des problèmes de provenance.
Cette question pose de graves obstacles quand un acquéreur souhaite obtenir des œuvres d'art européennes créées avant 1945. Pour conjurer le risque de gaspiller des centaines voire des millions de dollars, ces acquéreurs doivent s'assurer (le plus souvent, avec l'aide un historien de l'art et d'un juriste spécialisé dans le droit artistique) que les œuvres convoitées ne proviennent pas du pillage des nazis à l'encontre des victimes de la Shoah. Ce problème difficile a donné lieu à des procès très médiatisés, comme Republic of Austria v. Altmann (2006) et Germany v. Philipp (en) (2021).

## Réparations
(août 2022).
Dans l'immédiat après-guerre, l'agence juive dirigée par Chaim Weizmann adresse aux Alliés un mémorandum pour exiger des réparations de l'Allemagne en faveur des Juifs mais sa réclamation ne reçoit aucune réponse. En mars 1951, Moshe Sharett (ministre israélien des affaires étrangères) dépose une nouvelle demande en réclamant 1,5 milliard de dollars en faveur d'Israël à titre de compensation pour les frais engagés par l'État pour les soins nécessaires à 500 000 survivants juifs. Konrad Adenauer, chancelier d'Allemagne de l'Ouest, accepte ces conditions et se déclare disposé à négocier d'autres réparations. Nahum Goldmann fonde à New York une conférence sur les demandes à l'Allemagne afin d'aider les requérants individuels. Après des négociations, le montant des compensations est revnu à baisse et correspond à 845 millions de dollars en compensations directes et indirectes, à verser sur une période de quatorze ans. En 1988, l'Allemagne de l'Ouest verse encore 152 millions de dollars à titre de réparations.
En 1999, de nombreuses sociétés allemandes comme Deutsche Bank, Siemens et BMW font l'objet de poursuites en raison de leur rôle dans le travail forcé instauré pendant la Seconde Guerre mondiale. Pour mettre fin à ces poursuites, l'Allemagne accepte de constituer un fonds de 5 milliards de dollars ; les anciennes victimes juives de travaux forcés encore vivantes peuvent y déposer une requête pour recevoir un versement compris entre 2 500 $ et 7 500 $. En 2012, l'Allemagne accepte de payer une nouvelle réparation de 772 millions d'euros à l'issue de négociations avec Israël.
En 2014, la SNCF (société nationale des chemins de fer français) est contrainte de remettre 60 millions de dollars aux survivants juifs américains de la Shoah en raison de son rôle dans le transport de personnes déportées vers l'Allemagne. Ce montant représente environ 100 000 $ par survivant. Ce jugement est prononcé même si la SNCF ait été contrainte de coopérer par les autorités allemandes, en mettant à leur disposition du matériel de transport pour les Juifs français jusqu'à la frontière, et bien qu'elle n'ait tiré aucun bénéfice de ces déportations, d'après Serge Klarsfeld, président de l'association des Fils et filles de déportés juifs de France.

## Journées en mémoire de la Shoah

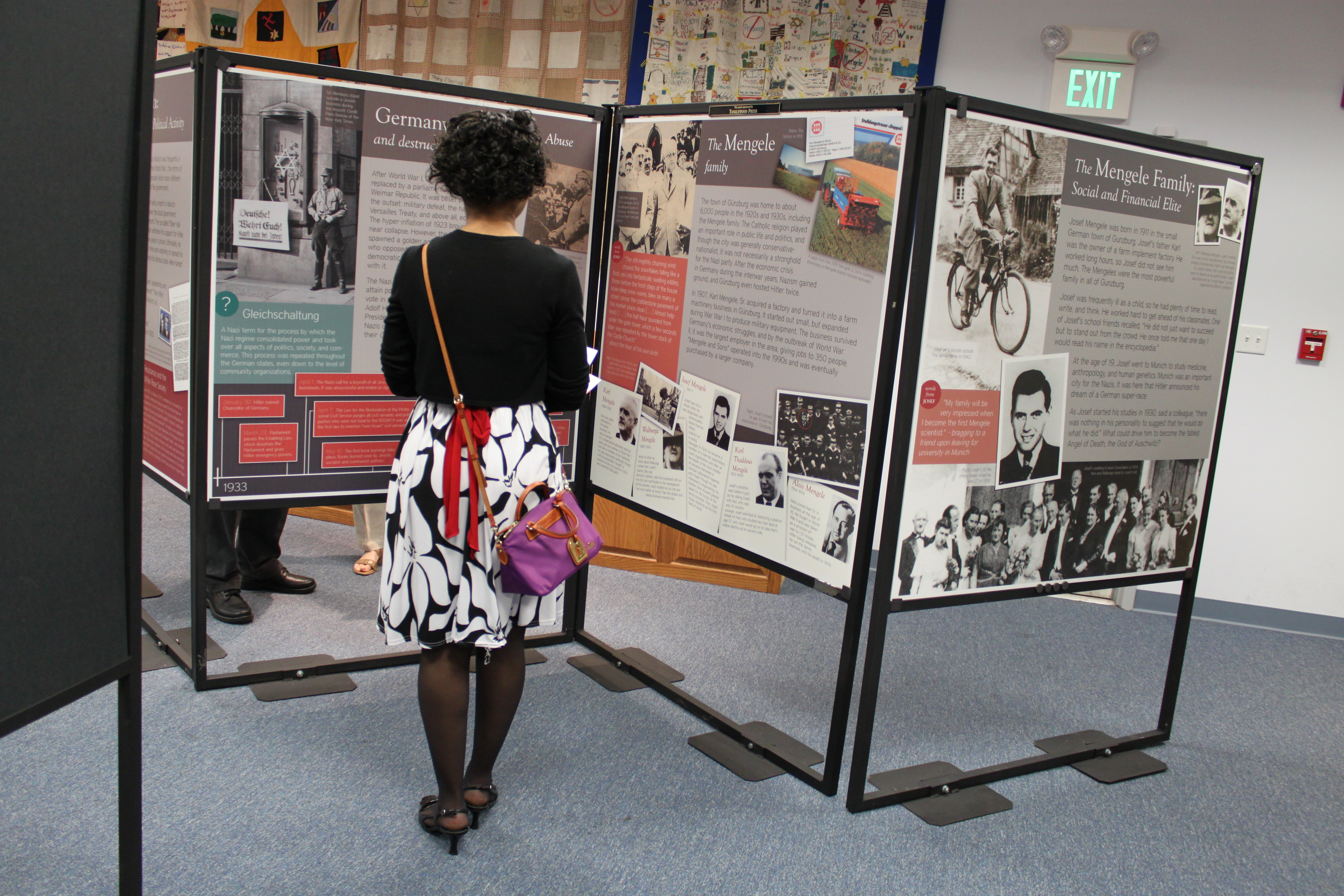
Journées en mémoire des victimes de la Shoah à Terre Haute (Indiana en 2011.

Le 1er novembre 2005, l'Assemblée générale des Nations unies adopte une résolution désignant le 27 janvier comme journée internationale dédiée à la mémoire des victimes de l'Holocauste (International Day of Commemoration in Memory of the Victims of the Holocaust). C'est le 25 janvier 1945 qu'a lieu la libération du camp de concentration et d'extermination d'Auschwitz. Cette journée était déjà observée en tant que journée en mémoire de la Shoah dans plusieurs pays. L'État d'Israël et la diaspora juive observent Yom HaShoah le 27 du mois de Nissan, qui tombe généralement en avril.

## Négation de la Shoah
(août 2022).
La négation de la Shoah consiste à prétendre que le génocide entrepris contre les Juifs pendant la Seconde Guerre mondiale — désigné sous les noms de Shoah ou Holocauste — ne s'est pas produit selon les procédés et avec la portée que les experts actuels décrivent.
Les principaux éléments invoqués dans ces thèses reposent sur le rejet des déclarations suivantes : le gouvernement nazi a appliqué une politique intentionnelle ciblant les Juifs et les personnes de descendance juive pour les exterminer en tant que peuple ; entre cinq et sept millions de Juifs ont été victimes de meurtres systématiques aux mains des nazis et de leurs alliés ; ce génocide a été exécutés dans des centres d'extermination au moyen d'instruments d'assassinat de masse, comme les chambres à gaz,.
De nombreux partisans du négationnisme rejettent le terme « négationnisme » décrivant leur position et y substituent l'expression « révisionnisme de la Shoah ». Certains experts, toutefois, préfèrent l'expression « négationnisme » pour opérer une distinction entre négationnistes et révisionnistes, car ces derniers recourent à des méthodes valables dans les études d'histoire.
La plupart des discours négationnistes laissent entendre, ou déclarent explicitement, que la Shoah est un canular né d'un complot juif intentionnel (en) pour favoriser les Juifs aux dépens d'autres peuples. Pour cette raison, la négation de la Shoah est typiquement considérée comme une théorie du complot à caractère antisémite,. Les méthodes des négationnistes de la Shoah font l'objet de critiques car elles se fondent sur une conclusion prévue par avance sans tenir compte des abondantes preuves historiques qui invalident leur thèse.

## Sensibilisation au thème de la Shoah
Alan Posener (en), journaliste germano-britannique, déclare « ... l'incapacité des films et séries télévisées allemandes de traiter, de manière responsable, le passé du pays et d'attirer les jeunes spectateurs favorise une amnésie croissante chez les jeunes Allemands regardant leur propre histoire... Une étude de 2017 menée par la fondation Körber (en) montre que 40 % des jeunes de 14 ans interrogés ne savent pas ce qu'est Auschwitz ».
D'après une enquête publiée en avril 2018, pendant la Journée internationale dédiée à la mémoire des victimes de l'Holocauste, 41 % des 1 350 adultes interrogés et 66 % de la génération Y ne savent pas ce qu'est Auschwitz. Dans cette deuxième tranche d'âge, 41 % déclarent — à tort — que 2 millions de Juifs, voire moins, ont péri pendant la Shoah tandis que 22 % déclarent n'avoir jamais entendu parler de la Shoah. Plus de 95 % de l'ensemble des Américains interrogés ne savent pas que la Shoah a frappé les pays baltes de Lettonie, Lituanie et Estonie. 45 % des adultes de 49 % de la génération Y ne peuvent nommer aucun camp de concentration nazi ou ghetto en Europe occupée pendant la Shoah. En comparaison, une enquête menée en Israël a montré que les jeunes générations s'adonnant aux réseaux sociaux se servent de la Shoah comme argument hors de propos quand elles veulent critiquer et s'opposer à la politique sécuritaire en Israël.